# Marek Čech (piłkarz słowacki)
Marek Čech (ur. 26 stycznia 1983 w Trebišovie) – słowacki piłkarz grający na pozycji lewego obrońcy.

## Kariera klubowa
Čech piłkarską karierę zaczynał w klubie Inter Bratysława. W pierwszym zespole ze stolicy Słowacji Marek zadebiutował w sezonie 2000/2001, jednak na boiskach Corgoň Ligi zaliczył jedynie 2 pojedyncze epizody, a więc miał niewielki udział w wywalczeniu przez Inter mistrzostwa Słowacji oraz Pucharu Słowacji. W kolejnym sezonie także nie mógł liczyć na występy w podstawowej jedenastce i częściej był rezerwowym. Łącznie zaliczył 13 ligowych meczów i z Interem zajął 3. pozycję w lidze. Jednak w sezonie 2002/2003 Čech w końcu prezentował wysoką formę, co poskutkowało tym, że stał się filarem linii obrony bratysławskiego klubu i na lewej flance zaliczył 30 ligowych meczów. Inter nie prezentował jednak już tak dobrej formy jak 2-3 lata wcześniej i zajmował pozycję w środku tabeli. Podobnie było w sezonie 2003/2004, gdy zajął 7. miejsce. Dorobek Marka w tamtym okresie to 26 meczów i 1 gol (pierwszy na ligowych boiskach w karierze, zdobyty 16 marca 2004 w wygranym 1:0 meczu z Laugaricio Trenčín.
Latem 2004 Čech zmienił klub, a także kraj i przeniósł się do czeskiej Sparty Praga. Początkowo był wypożyczony, jednak ostatecznie Sparta zdecydowała się wykupić słowackiego zawodnika, który podpisał z klubem 3-letni kontrakt. W Sparcie Čech przez rok rozegrał 18 ligowych meczów oraz został mistrzem Czech.
Dobra postawa Čecha w lidze oraz Lidze Mistrzów zaowocowała transferem do FC Porto. Transfer miał miejsce latem 2005, a jego kwota wyniosła 1,5 miliona euro. Sam Marek podpisał kontakt do 2009 roku. W portugalskiej lidze zadebiutował w 8. kolejce, 23 października w wygranym 1:0 wyjazdowym meczu z Nacional Funchal. W sezonie 2005/2006 nie zdołał wywalczyć miejsca w składzie Porto i na ogół był rezerwowym. Łącznie zagrał w 14 meczach w lidze i zdobył 1 gola. Z Porto wywalczył mistrzostwo kraju jak i Puchar Portugalii, a na początku sezonu 2006/2007 Superpuchar. Na koniec sezonu został po raz drugi mistrzem kraju, a tytuł ten obronił w sezonie 2007/2008.
15 lipca 2008 roku Čech podpisał kontrakt z angielskim West Bromwich Albion. Kwota transferu wyniosła 1,4 miliona funtów. W nowej drużynie zadebiutował 16 sierpnia w przegranym 1:0 ligowym meczu z Arsenalem. 26 sierpnia rozegrał swoje pierwsze spotkanie w Pucharze Ligi Angielskiej, kiedy to jego drużyna przegrała 3:1 z Hartlepool United. W debiutanckim sezonie wystąpił w 8 meczach. W 2009 roku spadł z WBA do Football League Championship, ale w 2010 roku wrócił z nim do Premier League.
W 2011 roku Čech przeszedł do Trabzonsporu.
| Sezon   | Klub                 | Kraj       | Rozgrywki             | Mecze | Bramki |
| ------- | -------------------- | ---------- | --------------------- | ----- | ------ |
| 2000/01 | Inter Bratysława     | Słowacja   | Corgoň Liga           | 2     | 0      |
| 2001/02 | Inter Bratysława     | Słowacja   | Corgoň Liga           | 13    | 0      |
| 2002/03 | Inter Bratysława     | Słowacja   | Corgoň Liga           | 30    | 0      |
| 2003/04 | Inter Bratysława     | Słowacja   | Corgoň Liga           | 26    | 1      |
| 2004/05 | Sparta Praga         | Czechy     | 1. Gambrinus liga     | 18    | 0      |
| 2005/06 | FC Porto             | Portugalia | Portugalska Superliga | 14    | 1      |
| 2006/07 | FC Porto             | Portugalia | Portugalska Superliga | 21    | 1      |
| 2007/08 | FC Porto             | Portugalia | Portugalska Superliga | 16    | 0      |
| 2008/09 | West Bromwich Albion | Anglia     | Premier League        | 8     | 0      |
| 2009/10 | West Bromwich Albion | Anglia     | Championship          | 33    | 2      |
| 2010/11 | West Bromwich Albion | Anglia     | Premier League        | 15    | 0      |
| 2011/12 | Trabzonspor          | Turcja     | Süper Lig             | 30    | 1      |
| 2012/13 | Trabzonspor          | Turcja     | Süper Lig             | 14    | 0      |

## Kariera reprezentacyjna
Reprezentacyjną karierę Čech rozpoczął od występów w młodzieżowych reprezentacjach Słowacji. W 2002 roku wystąpił z kadrą U-19 na Młodzieżowych Mistrzostwach Europy w Norwegii i przywiózł stamtąd brązowy medal. W tym samym roku wystąpił także w Młodzieżowych Mistrzostwach Świata U-19.
W pierwszej reprezentacji Słowacji Marek Čech zadebiutował 9 lipca 2004 w przegranym 1:3 meczu z Japonią, rozegranym w ramach Kirin Cup. Ze Słowacją wystąpił między innymi w eliminacjach do Mistrzostw Świata w Niemczech, a także był podstawowym zawodnikiem kadry w eliminacjach do Euro 2008. W 2010 roku zagrał na Mistrzostwach Świata w RPA.

## Sukcesy
- Mistrzostwo Słowacji: 2001 z Interem Bratysława
- Puchar Słowacji: 2001 z Interem Bratysława
- Mistrzostwo Czech: 2005 ze Spartą Praga
- Mistrzostwo Portugalii: 2006, 2007, 2008 z FC Porto
- Puchar Portugalii: 2006 z FC Porto
- Superpuchar Portugalii: 2006 z FC Porto
- Brązowy medal MME U-19: 2002